# NGC 1226
NGC 1226 este o galaxie situată în constelația Perseu. A fost descoperită în 6 decembrie 1879 de către Édouard Stephan⁠(d). Se află la o distanță de 83,12 de megaparseci de Pământ.